# Tárcza László
Tárcza László (Doboz, 1944 –) magyar okleveles villamosmérnök, szabadalmi ügyvivő. 

## Életpályája
Okleveles gépészmérnöki diplomája mellett szabadalmi ügyvivői képesítést is szerzett. Az Elektromos Mérőműszerek Gyára iparjogvédelmi csoportvezetője, a Magyar Iparjogvédelmi Egyesület korábbi főtitkárhelyettese. Szerepel az iparjogvédelmi szakértők jegyzékében. 

## Díjai, elismerései
- Miniszteri kitüntetés, ill. módszertani pályázat I. díja
- Gábor Dénes-díj (1993)[2]
- Iparjogvédelemért Emlékérem[3]